# Gabriel Sortais
Gabriel Sortais OCR, eigentlich André Sortais, (* 22. September 1902 in Meudon; † 13. November 1963 in Rom) war ein französischer römisch-katholischer Geistlicher, Trappist, Abt und Generalabt.

## Leben und Werk
André Sortais, der in Paris in einer großbürgerlichen Familie aufwuchs, besuchte das streng katholische Collège Stanislas, engagierte sich in der Action française und trat 1924 (nach dem Militärdienst) in das Kloster Bellefontaine ein. Dort nahm er den Ordensnamen Gabriel an und wurde 1931 zum Priester geweiht. Er war ab 1932 Prior und von 1936 bis 1952 Abt seines Klosters. Ab 1940 war er freiwillig Feldgeistlicher, wurde verwundet und kam bis Januar 1941 in das Lager Oflag II D in Groß Born (heute: Borne Sulinowo). In sein Kloster zurückgekehrt, erreichte er Ende 1941 die Freilassung von 50 Geiseln aus deutscher Hand. Von 1951 bis zu seinem plötzlichen Tod während des Zweiten Vatikanischen Konzils war er der sechste Generalabt der Zisterzienser der Strengeren Observanz (Trappisten) und Abt von Kloster Cîteaux. Er ist im Kloster Tre Fontane beigesetzt.

## Werke
- Les choses qui plaisent à Dieu. Abbaye de Bellefontaine, Bégrolles-en-Mauges, 1968, 1996, LCCN 68-131265 (Gesammelte Schriften).